# Naomi Van Den Broeck
Naomi Van Den Broeck, née le 3 janvier 1996 à Leyde aux Pays-Bas, est une athlète belge spécialiste du sprint et des haies. Elle a été championne de Belgique à huit reprises et s'est révélée être un maillon important des « Belgian Cheetahs », nom sous lequel l'équipe féminine de relais 4 × 400 mètres participe aux tournois internationaux.

## Biographie
Naomi Van Den Broeck, née le 3 janvier 1996 à Leyde, a un père belge épidémiologiste et une mère d'origine sénégalaise. Au gré des affectations de son père, elle a passé sa jeunesse à Anvers, en Afrique du sud, Jamaïque, Irlande et Norvège. Van Den Broeck est inscrite au Club Rochefort Athlétisme (ROCA). Elle étudie parallèlement la médecine en Norvège où elle est inscrite au club d'athlétisme Gular Friidrett.
À 19 ans, Van Den Broeck a participé en 2015 au 100 m des Championnats européens U20 à Eskilstuna, se classant 7e. L'année suivante, elle remporte les Championnats de Belgique en salle aussi bien sur le 60 m que sur le 200 m. Elle est médaillée de bronze sur 200 m aux Jeux de la Francophonie de 2017 à Abidjan. En 2018, s'est ajouté un nouveau titre national en salle sur 200 m.
En vue d'une sélection dans l'équipe de relais féminine du 4 x 400 m des « Belgian Cheetahs », Van Den Broeck est passée aux épreuves de 400 m. Aux Championnats de Belgique d'athlétisme 2021, elle s'impose avec un record personnel et un titre national et obtient sa sélection aux Jeux Olympiques 2020 à  Tokyo dans l'équipe de relais 4 × 400 m. Elle concourt en demi-finale avec Imke Vervaet, Paulien Couckuyt et Camille Laus, obtenant une troisième place dans un temps de 3:24,08. Grâce à cette performance, l'équipe de relais belge se qualifie pour la finale olympique où elle termine à la septième place.
En 2024, lors des World Athletics Relays aux Bahamas, elle fait partie de l'équipe qui qualifie la Belgique pour le relais 4 × 400 mètres féminin des Jeux olympiques d'été de 2024 à Paris et en juin de la même année, elle fait partie de l'équipe belge de relais 4 × 400 m féminin (avec Helena Ponette, Cynthia Bolingo et Imke Vervaet) qui remporte une médaille de bronze aux Championnats d'Europe d'athlétisme 2024 à Rome.
En juin 2024, elle est championne de Belgique du 400 m haies et vice-championne de Belgique en salle du 200 m. Le même mois, à Madrid, elle pulvérise son record personnel du 400 m en 50,80 s et se qualifie en épreuve individuelle sur 400 m pour les Jeux olympiques 2024 à Paris. Le 30 juin 2024, elle remporte le 400 m haies aux Championnats de Belgique et se qualifie avec un nouveau record personnel dans cette épreuve pour les Jeux olympiques 2024 à Paris.
Lors des Jeux olympiques 2024 de Paris, elle participe à trois épreuves : le relais 4 x 400 m mixte, le relais 4 x 400 m féminin et le 400 m haies. Avec le relais 4 x 400 mixte, elle se qualifie pour la finale en améliorant le record de Belgique à 3 min 10 s 74. En finale, le relais belge se classe quatrième en améliorant de nouveau le record de Belgique en 3 min 9 s 36. En 400 m haies, elle se qualifie pour les demi-finales. Elle ne peut ensuite faire mieux qu'une sixième place dans sa demi-finale. Avec le relais 4 x 400 m féminin, elle se classe 7e de la finale.
Le 19 juillet 2025, elle remporte le 400 m haies au meeting de Madrid en améliorant son record personnel en 54 s 37. Elle se qualifie par la même occasion pour les Championnats du monde d'athlétisme 2025 à Tokyo. Aux Championnats de Belgique 2025 au Stade Roi Baudouin à Bruxelles, elle remporte la médaille d'or sur le 400 m.
Naomi Van Den Broeck est sous contrat Adeps Pro.

## Championnats

### Championne de Belgique
Extérieur
| Épreuve     | Année            |
| ----------- | ---------------- |
| 400 m       | 2021, 2022, 2025 |
| 400 m haies | 2024             |

En salle
| Épreuve | Année      |
| ------- | ---------- |
| 60 m    | 2016       |
| 200 m   | 2016, 2018 |
| 400 m   | 2022, 2023 |

## Records personnels
Extérieur
| Épreuve         | Prestation     | Vent     | Date            | Lieu                 |
| --------------- | -------------- | -------- | --------------- | -------------------- |
| 100 m           | 11,65 s        | +1,9 m/s | 2 juillet 2017  | Eskilstuna           |
| 150 m           | 17,68 s        | -1,2 m/s | 28 avril 2024   | Willemstad (Curaçao) |
| 200 m           | 23,38 s        | +0,6 m/s | 17 juin 2023    | Meilen               |
| 300 m           | 36,94 s        |          | 22 mai 2024     | Bergen               |
| 400 m           | 50,80 s        |          | 19 juni 2024    | Madrid               |
| 800 m           | 2.06,97        |          | 28 juni 2023    | Oslo                 |
| 100 m haies     | 14,03 s        | -1,6 m/s | 2 juin 2017     | Bergen               |
| 400 m haies     | 54,37 s        |          | 19 juillet 2025 | Madrid               |
| 4 x 400 m mixte | 3.09,36 s (NR) |          | 3 août 2024     | Paris                |

En salle
| Épreuves   | Prestation | Date             | Lieu             |
| ---------- | ---------- | ---------------- | ---------------- |
| 60 m       | 7,50 s     | 20 février 2016  | Gand             |
| 200 m      | 23,63 s    | 18 février 2024  | Louvain-la-Neuve |
| 300 m      | 37,73 s    | 4 février 2023   | Gand             |
| 400 m      | 52,01 s    | 24 février 2024  | Madrid           |
| 60 m haies | 8,69 s     | 27 décembre 2015 | Bergen           |

## Palmarès

### 60 m
- 2016 :  Championnats de Belgique en salle d'athlétisme 2016 – 7,55 s

### 100 m
- 2015 :  Championnat de Belgique d'athlétisme 2015 – 11,77 s
- 2015 : 7e Championnat européen d'athlétisme U20 à Eskilstuna – 12,04 s

### 200 m
- 2016 :  Championnat de Belgique en salle d'athlétisme 2016 – 24,07 s
- 2017 :  Jeux de la Francophonie à Abidjan – 24,24 s
- 2018 :  Championnat de Belgique en salle d'athlétisme 2018 – 24,26 s
- 2024 :  Championnat de Belgique en salle d'athlétisme 2024 – 23,63 s

### 400 m
- 2020 :  Championnat de Belgique en salle d'athlétisme 2020 – 54,00 s
- 2021 :  Championnat belge d'athlétisme 2021 – 52,72 s
- 2022 :  Championnat de Belgique en salle d'athlétisme 2022 – 53,11 s
- 2022 :  Championnat belge d'athlétisme 2022 – 51,73 s
- 2022 : 7e en séries Championnat du monde d'athlétisme 2022 à Eugene – 53,16 s
- 2022 : 7e en séries Championnat d'Europe d'athlétisme 2022 à Munich – 52,80 s
- 2023 :  Championnat de Belgique en salle d'athlétisme 2023 – 52,89 s
- 2023 :  Championnat belge d'athlétisme 2023 – 51,61 s

### 400 m haies
- 2024 :  Championnat belge d'athlétisme 2024 – 54,80 s

### 4 x 100 m
- 2015 : 6e en séries Championnat d'Europe d'athlétisme U20 à Eskilstuna – 46,00 s

### 4 x 400 m
- 2021 : 7e Jeux olympiques d'été 2020 (finale) - 3.23,96 (NR)
- 2022 : 6e Championnat d'Europe d'athlétisme 2022 en salle à Belgrade - 3.33,61 (3.30,58 (NR) en séries)
- 2022 : 6e Championnat du monde d'athlétisme 2022 à Eugene - 3.26,29. Naomi Van Den Broeck a seulement pris part aux séries dans lesquelles l'équipe belge de relais a signé un temps de 3.28,02.
- 2022 : 4e Championnat d'Europe d'athlétisme 2022 à Munich - 3.22,12 (NR). Naomi Van Den Broeck a seulement pris part aux séries dans lesquelles l'équipe belge de relais a signé un temps de 3.25,44.
- 2023 : 5e Championnat du monde d'athlétisme 2023 à Budapest - 3.22,84. Naomi Van Den Broeck a seulement pris part aux séries dans lesquelles l'équipe belge de relais a signé un temps de 3.23,63.
- 2024 : 4e Championnat du monde d'athlétisme en salle 2024 à Glasgow - 3.28,05 (NR)
- 2024 :  Championnat d'Europe d'athlétisme 2024 à Rome - 3.22,95
- 2024 : 7e Jeux olympiques d'été 2024 (finale) - 3.22,40 (NR)

### 4 x 400 m mixte
- 2024 : 4e Championnat d'Europe d'athlétisme à Rome - 3.11,03 (NR)
- 2024 : 4e Jeux olympiques 2024 à Paris - 3.09.36 (NR)